# Leichtathletik-Südamerikameisterschaften 1977
Die XXIX. Leichtathletik-Südamerikameisterschaften fanden vom 4. bis zum 6. November 1977 in Montevideo statt. Zum ersten Mal nach 57 Jahren dauerte die Veranstaltung wieder nur drei Tage.
Erfolgreichster Teilnehmer war der brasilianische Sprinter Rui da Silva mit drei Goldmedaillen. Bei den Frauen gewann die Argentinierin Beatriz Allocco ebenfalls drei Goldmedaillen.

## Männerwettbewerbe
Die Mannschaftswertung gewann bei den Männern die brasilianische Mannschaft mit 241 Punkten vor den Venezolanern mit 112 Punkten und dem Team Kolumbiens mit 110 Punkten sowie den Argentiniern mit 103 Punkten. Hinter den Chilenen mit 56 Punkten erreichten die Uruguayer 23 Punkte vor Paraguay mit 12 Punkten, Peru mit 10 Punkten und Bolivien mit 7 Punkten.

### 100-Meter-Lauf Männer
| Platz | Athlet           | Land | Zeit   |
| ----- | ---------------- | ---- | ------ |
| 1     | Rui da Silva     | BRA  | 10,3 s |
| 2     | Katsuhiko Nakaia | BRA  | 10,4 s |
| 3     | Miguel Sulbarán  | VEN  | 10,6 s |

Finale: 5. November

### 200-Meter-Lauf Männer
| Platz | Athlet           | Land | Zeit   |
| ----- | ---------------- | ---- | ------ |
| 1     | Rui da Silva     | BRA  | 21,3 s |
| 2     | Katsuhiko Nakaia | BRA  | 21,7 s |
| 3     | Hipolito Brown   | VEN  | 22,1 s |

Finale: 6. November

### 400-Meter-Lauf Männer
| Platz | Athlet             | Land | Zeit    |
| ----- | ------------------ | ---- | ------- |
| 1     | Delmo da Silva     | BRA  | 47,70 s |
| 2     | Ariel Santolaya    | CHI  | 47,71 s |
| 3     | Djalma de Oliveira | BRA  | 48,24 s |

Finale: 5. November

### 800-Meter-Lauf Männer
| Platz | Athlet            | Land | Zeit       |
| ----- | ----------------- | ---- | ---------- |
| 1     | Agberto Guimarães | BRA  | 1:52,4 min |
| 2     | Omar Amdematten   | ARG  | 1:52,8 min |
| 3     | Ricardo Vigo      | ARG  | 1:53,3 min |

Finale: 6. November

### 1500-Meter-Lauf Männer
| Platz | Athlet              | Land | Zeit       |
| ----- | ------------------- | ---- | ---------- |
| 1     | José González       | VEN  | 3:51,7 min |
| 2     | Emilio Ulloa        | CHI  | 3:51,7 min |
| 3     | Cosme do Nascimento | BRA  | 3:51,7 min |

Finale: 5. November

### 5000-Meter-Lauf Männer
| Platz | Athlet            | Land | Zeit        |
| ----- | ----------------- | ---- | ----------- |
| 1     | Domingo Tibaduiza | COL  | 14:24,4 min |
| 2     | Darcy Pereira     | BRA  | 14:25,4 min |
| 3     | Jairo Correa      | COL  | 14:26,0 min |

Finale: 5. November

### 10.000-Meter-Lauf Männer
| Platz | Athlet            | Land | Zeit        |
| ----- | ----------------- | ---- | ----------- |
| 1     | Domingo Tibaduiza | COL  | 29:44,2 min |
| 2     | Aloisio de Araujo | BRA  | 29:57,0 min |
| 3     | Carlos Alves      | BRA  | 30:12,3 min |

Finale: 4. November

### Marathon Männer
| Platz | Athlet           | Land | Zeit      |
| ----- | ---------------- | ---- | --------- |
| 1     | Héctor Rodríguez | COL  | 2:19:56 h |
| 2     | Víctor Rodriguez | COL  | 2:24:48 h |
| 3     | Eloi Schleder    | BRA  | 2:26:48 h |

Finale: 6. November

### 110-Meter-Hürdenlauf Männer
| Platz | Athlet            | Land | Zeit    |
| ----- | ----------------- | ---- | ------- |
| 1     | Oscar Marín       | VEN  | 14,97 s |
| 2     | Jesús Villegas    | COL  | 15,04 s |
| 3     | Carlos dos Santos | BRA  | 15,23 s |

Finale: 5. November

### 400-Meter-Hürdenlauf Männer
| Platz | Athlet                 | Land | Zeit   |
| ----- | ---------------------- | ---- | ------ |
| 1     | Moisés Zambrano        | VEN  | 53,7 s |
| 2     | Donizete Soares        | BRA  | 54,1 s |
| 3     | Joelmerson de Carvalho | BRA  | 54,4 s |

Finale: 6. November

### 3000-Meter-Hindernislauf Männer
| Platz | Athlet          | Land | Zeit       |
| ----- | --------------- | ---- | ---------- |
| 1     | Jairo Correa    | COL  | 9:00,5 min |
| 2     | Lucirio Garrido | VEN  | 9:01,5 min |
| 3     | Abel Córdoba    | ARG  | 9:13,0 min |

Finale: 4. November

### 4-mal-100-Meter-Staffel Männer
| Platz | Athleten                                                     | Land | Zeit   |
| ----- | ------------------------------------------------------------ | ---- | ------ |
| 1     | A. N. Santos Nelson dos Santos Rui da Silva Katsuhiko Nakaia | BRA  | 41,4 s |
| 2     | José Chacin Briceno Ely Zabala Hipolito Brown                | VEN  | 41,7 s |
| 3     | Labruna Luis Sanchez Barboza José Gonçalves                  | URU  | 42,1 s |

Finale: 5. November

### 4-mal-400-Meter-Staffel Männer
| Platz | Athleten                                                         | Land | Zeit       |
| ----- | ---------------------------------------------------------------- | ---- | ---------- |
| 1     | Djalma de Oliveira Delmo da Silva Pedro Teixeira Donizete Soares | BRA  | 3:15,1 min |
| 2     | Hipolito Brown Lopez Alexis Herrera Moisés Zambrano              | VEN  | 3:17,4 min |
| 3     | Ariel Santolaya Cristian Molina Emilio Ulloa Rafael Rossi        | CHI  | 3:23,1 min |

Finale: 6. November

### 20-Kilometer-Gehen
| Platz | Athlet          | Land | Zeit      |
| ----- | --------------- | ---- | --------- |
| 1     | Enrique Peña    | COL  | 1:37:21 h |
| 2     | Osvaldo Morejón | BOL  | 1:39:23 h |
| 3     | Rafael Vega     | COL  | 1:40:14 h |

Finale: 5. November

### Hochsprung Männer
| Platz | Athlet           | Land | Höhe   |
| ----- | ---------------- | ---- | ------ |
| 1     | Irajá Cecy       | BRA  | 2,05 m |
| 2     | Luis Arbulu      | PER  | 2,00 m |
|       | Luis Barrionuevo | ARG  | 2,00 m |

Finale: 6. November

### Stabhochsprung Männer
| Platz | Athlet            | Land | Höhe   |
| ----- | ----------------- | ---- | ------ |
| 1     | Renato Bortolocci | BRA  | 4,40 m |
| 2     | Tito Steiner      | ARG  | 4,30 m |
| 3     | Fernando Hoces    | CHI  | 4,10 m |

Finale: 4. November

### Weitsprung Männer
| Platz | Athlet                  | Land | Weite  |
| ----- | ----------------------- | ---- | ------ |
| 1     | João Carlos de Oliveira | BRA  | 7,95 m |
| 2     | Hugo Meriano            | ARG  | 7,31 m |
| 3     | Ronald Raborg           | PER  | 7,22 m |

Finale: 6. November

### Dreisprung Männer
| Platz | Athlet                  | Land | Weite   |
| ----- | ----------------------- | ---- | ------- |
| 1     | João Carlos de Oliveira | BRA  | 16,40 m |
| 2     | Angel Gagliano          | ARG  | 15,15 m |
| 3     | Francisco Pichott       | CHI  | 14,87 m |

Finale: 5. November

### Kugelstoßen Männer
| Platz | Athlet          | Land | Weite   |
| ----- | --------------- | ---- | ------- |
| 1     | José Carbolante | BRA  | 15,83 m |
| 2     | José Carreño    | VEN  | 15,70 m |
| 3     | José Jacques    | BRA  | 15,62 m |

Finale: 6. November

### Diskuswurf Männer
| Platz | Athlet          | Land | Weite   |
| ----- | --------------- | ---- | ------- |
| 1     | Sergio Thomé    | BRA  | 52,24 m |
| 2     | Modesto Barreto | COL  | 50,64 m |
| 3     | José Jacques    | BRA  | 46,42 m |

Finale: 4. November

### Hammerwurf Männer
| Platz | Athlet          | Land | Weite   |
| ----- | --------------- | ---- | ------- |
| 1     | Daniel Gómez    | ARG  | 64,66 m |
| 2     | Celso de Moraes | BRA  | 63,52 m |
| 3     | Ivan Bertelli   | BRA  | 63,40 m |

Finale: 6. November

### Speerwurf Männer
| Platz | Athlet                | Land | Weite   |
| ----- | --------------------- | ---- | ------- |
| 1     | Mario Sotomayor       | COL  | 66,96 m |
| 2     | Paulo de Faría        | BRA  | 66,50 m |
| 3     | Ramón Ángel Garmendia | ARG  | 65,72 m |

Finale: 5. November

### Zehnkampf Männer
| Platz | Athlet            | Land | Punkte |
| ----- | ----------------- | ---- | ------ |
| 1     | Tito Steiner      | ARG  | 7411   |
| 2     | Renato Bortolocci | BRA  | 7076   |
| 3     | Ramon Montezuma   | VEN  | 6976   |

5. und 6. November

## Frauenwettbewerbe
Die Mannschaftswertung bei den Frauen gewannen die Brasilianerinnen mit 156 Punkten vor den Argentinierinnen mit 102 Punkten sowie der Mannschaft Chiles mit 75 Punkten. Hinter den Venezolanerinnen mit 37,5 Punkten erhielten Peru 26,5 Punkte, Uruguay 21 Punkte, Kolumbien 16 Punkte und Bolivien 4 Punkte.

### 100-Meter-Lauf Frauen
| Platz | Athletin          | Land | Zeit    |
| ----- | ----------------- | ---- | ------- |
| 1     | Beatriz Allocco   | ARG  | 11,97 s |
| 2     | Beatriz Capotosto | ARG  | 12,20 s |
| 3     | Carmela Bolivar   | PER  | 12,27 s |
|       | Carla Herencia    | CHI  | 12,27 s |

Finale: 5. November

### 200-Meter-Lauf Frauen
| Platz | Athletin        | Land | Zeit   |
| ----- | --------------- | ---- | ------ |
| 1     | Beatriz Allocco | ARG  | 24,7 s |
| 2     | Sueli Machado   | BRA  | 25,2 s |
| 3     | Flavia Villar   | CHI  | 25,3 s |

Finale: 6. November

### 400-Meter-Lauf Frauen
| Platz | Athletin         | Land | Zeit    |
| ----- | ---------------- | ---- | ------- |
| 1     | Eucaris Caicedo  | COL  | 55,30 s |
| 2     | Adriana Marchena | VEN  | 56,48 s |
| 3     | Marcela Espinosa | ARG  | 56,69 s |

Finale: 5. November

### 800-Meter-Lauf Frauen
| Platz | Athletin         | Land | Zeit       |
| ----- | ---------------- | ---- | ---------- |
| 1     | Alejandra Ramos  | CHI  | 2:12,3 min |
| 2     | Adriana Marchena | VEN  | 2:15,8 min |
| 3     | Aparecida Adão   | BRA  | 2:15,8 min |

Finale: 6. November

### 1500-Meter-Lauf Frauen
| Platz | Athletin        | Land | Zeit       |
| ----- | --------------- | ---- | ---------- |
| 1     | Alejandra Ramos | CHI  | 4:39,8 min |
| 2     | Maria Dias      | BRA  | 4:46,8 min |
| 3     | Mery Rojas      | BOL  | 4:46,8 min |

Finale: 4. November

### 100-Meter-Hürdenlauf Frauen
| Platz | Athletin            | Land | Zeit    |
| ----- | ------------------- | ---- | ------- |
| 1     | Edith Noeding       | PER  | 14,47 s |
| 2     | Themis Zambrzycki   | BRA  | 14,76 s |
| 3     | Maria Luisa Betioli | BRA  | 14,80 s |

Finale: 5. November

### 4-mal-100-Meter-Staffel Frauen
| Platz | Athletinnen                                                         | Land | Zeit   |
| ----- | ------------------------------------------------------------------- | ---- | ------ |
| 1     | Araceli Bruschini Perizzotti Beatriz Capotosto Beatriz Allocco      | ARG  | 46,7 s |
| 2     | Flavia Villar Carla Herencia Kinzel Avalos                          | CHI  | 47,8 s |
| 3     | Maria Levien Sueli Machado Conceição Geremias Barbara do Nascimento | BRA  | 47,8 s |

Finale: 5. November

### 4-mal-400-Meter-Staffel Frauen
| Platz | Athletinnen                                                          | Land | Zeit       |
| ----- | -------------------------------------------------------------------- | ---- | ---------- |
| 1     | Tania Miranda Sueli Machado Joyce dos Santos Ionide Cruz             | BRA  | 3:49,7 min |
| 2     | Graciela Escalada Beatriz Allocco Marcela Espinosa Silvia Augsburger | ARG  | 3:53,4 min |
| 3     | Elsa Antunes Nicola Adriana Marchena Yaneth Carvajal                 | VEN  | 3:55,2 min |

Finale: 6. November

### Hochsprung Frauen
| Platz | Athletin            | Land | Höhe   |
| ----- | ------------------- | ---- | ------ |
| 1     | Maria Luisa Betioli | BRA  | 1,80 m |
| 2     | Beatriz Bonfim      | BRA  | 1,70 m |
| 3     | Beatriz Arancibia   | CHI  | 1,60 m |

Finale: 5. November

### Weitsprung Frauen
| Platz | Athletin           | Land | Weite  |
| ----- | ------------------ | ---- | ------ |
| 1     | Yvonne Neddermann  | ARG  | 5,65 m |
| 2     | Themis Zambrzycki  | BRA  | 5,49 m |
| 3     | Conceição Geremias | BRA  | 5,49 m |

Finale: 6. November

### Kugelstoßen Frauen
| Platz | Athletin             | Land | Weite   |
| ----- | -------------------- | ---- | ------- |
| 1     | Maria Boso           | BRA  | 13,80 m |
| 2     | Lorena Prado         | CHI  | 13,26 m |
| 3     | Marinalva dos Santos | BRA  | 12,59 m |

Finale: 5. November

### Diskuswurf Frauen
| Platz | Athletin        | Land | Weite   |
| ----- | --------------- | ---- | ------- |
| 1     | Odete Domingos  | BRA  | 51,56 m |
| 2     | Thea Reinhardt  | BRA  | 49,68 m |
| 3     | Patricia Andrus | VEN  | 40,86 m |

Finale: 5. November

### Speerwurf Frauen
| Platz | Athletin          | Land | Weite   |
| ----- | ----------------- | ---- | ------- |
| 1     | Patricia Guerrero | PER  | 45,46 m |
| 2     | Neuza Trolezzi    | BRA  | 42,92 m |
| 3     | Magali Lopes      | BRA  | 41,18 m |

Finale: 4. November

### Fünfkampf Frauen
| Platz | Athletin           | Land | Punkte |
| ----- | ------------------ | ---- | ------ |
| 1     | Conceição Geremias | BRA  | 3863   |
| 2     | Themis Zambrzycki  | BRA  | 3856   |
| 3     | Yvonne Neddermann  | ARG  | 3425   |

4. und 5. November

## Medaillenspiegel
| Medaillenspiegel Endstand nach 37 Entscheidungen | Medaillenspiegel Endstand nach 37 Entscheidungen | Medaillenspiegel Endstand nach 37 Entscheidungen | Medaillenspiegel Endstand nach 37 Entscheidungen | Medaillenspiegel Endstand nach 37 Entscheidungen | Medaillenspiegel Endstand nach 37 Entscheidungen |
| Platz                                            | Land                                             | Gold                                             | Silber                                           | Bronze                                           | Gesamt                                           |
| ------------------------------------------------ | ------------------------------------------------ | ------------------------------------------------ | ------------------------------------------------ | ------------------------------------------------ | ------------------------------------------------ |
| 1                                                | Brasilien                                        | 17                                               | 16                                               | 15                                               | 48                                               |
| 2                                                | Kolumbien                                        | 7                                                | 3                                                | 2                                                | 12                                               |
| 3                                                | Argentinien                                      | 6                                                | 6                                                | 6                                                | 18                                               |
| 4                                                | Venezuela                                        | 3                                                | 6                                                | 5                                                | 14                                               |
| 5                                                | Chile                                            | 2                                                | 4                                                | 6                                                | 12                                               |
| 6                                                | Peru                                             | 2                                                | 1                                                | 2                                                | 5                                                |
| 7                                                | Bolivien                                         | -                                                | 1                                                | 1                                                | 2                                                |
| 8                                                | Uruguay                                          | -                                                | -                                                | 1                                                | 1                                                |